# Intercontinental Rally Challenge 2011
L'Intercontinental Rally Challenge 2011 è stata la 6ª edizione dell'Intercontinental Rally Challenge.

## Risultati
| #  | Data            | Rally                | Vincitore         | Vettura          |
| -- | --------------- | -------------------- | ----------------- | ---------------- |
| 1  | 19–22 gennaio   | Rally di Monte Carlo | Bryan Bouffier    | Asfalto          |
| 2  | 14–16 aprile    | Rally Islas Canarias | Juho Hänninen     | Asfalto          |
| 3  | 12–14 maggio    | Tour de Corse        | Thierry Neuville  | Asfalto          |
| 4  | 2–4 giugno      | Rally di Yalta       | Juho Hänninen     | Asfalto          |
| 5  | 23–25 giugno    | Rally di Ypres       | Freddy Loix       | Asfalto          |
| 6  | 14–16 luglio    | Sata Rallye Açores   | Juho Hänninen     | Sterrato         |
| 7  | 26–28 agosto    | Rally Barum Zlin     | Jan Kopecký       | Asfalto          |
| 8  | 9–11 settembre  | Mecsek Rallye        | Jan Kopecký       | Asfalto          |
| 9  | 22–24 settembre | Rally di Sanremo     | Thierry Neuville  | Asfalto          |
| 10 | 7–9 ottobre     | Rally di Scozia      | Andreas Mikkelsen | Sterrato         |
| 11 | 3–5 novembre    | Rally di Cipro       | Andreas Mikkelsen | Asfalto/sterrato |

## Classifiche
| Classifica piloti | Classifica piloti | Classifica piloti | Classifica piloti |
| Pos.              | Pilota            | Auto              | Punti             |
| ----------------- | ----------------- | ----------------- | ----------------- |
| 1º                | Andreas Mikkelsen | Škoda Fabia S2000 | 153,5             |
| 2º                | Jan Kopecký       | Škoda Fabia S2000 | 152               |
| 3º                | Juho Hänninen     | Škoda Fabia S2000 | 125               |
| 4º                | Freddy Loix       | Škoda Fabia S2000 | 123               |
| 5º                | Thierry Neuville  | Peugeot 207 S2000 | 115               |

| Classifica costruttori | Classifica costruttori | Classifica costruttori |
| Pos.                   | Scuderia               | Punti                  |
| ---------------------- | ---------------------- | ---------------------- |
| 1º                     | Škoda                  | 362,5                  |
| 2º                     | Peugeot                | 242,5                  |
| 3º                     | Subaru                 | 117                    |
| 4º                     | M-Sport                | 107                    |
| 5º                     | Ralliart               | 104                    |